# Митрополит берлински и немачки Марко
Архиепископ Марко (световно Михаел Арнт; 29. јануар 1941. године), Саксонија) је митрополит берлински и немачки Руске православне цркве изван Русије и надзорник руске православне црквене мисије у Јерусалиму.

## Биографија
Након што је положио испите у 13-годишњој школи у Франкфурту на Мајни 1960. године, будући владика Марко у војсци Западне Немачке провео је годину и по дана. Године 1962. уписао се на Универзитет у Франкфурту на катедри за историју и филологију, а после је прешао на Хајлдебершки универзитет, где се специјализовао за словенске језике. Написао је докторску тезу на тему „Биографска књижевност Тверског краљевства 14. и 15. века“. Студирајући руски језик млади студент је дошао у додир са руском емигрантском заједницом у Франкфурту. Као студент проф. Димитрија Чижевског у Хајделбергу, посетио је цркву Руске Заграничне цркве у Манхајму посвећену Светом Александру Невском, где је прешао у православље 1964. године, а потом је убрзо постао чтец. Путовао је на Свету Гору, спријатељио се са духовницима Свете Горе у Каруљи (схи-јеромонахом Серафимом и схи-јеромонахом Николајем, схи-монахом Никодимом), посетио скиту Светог Илије и манастир Светог Пантелејмона, где је упознао схи-јеромонаха Авеља (који је сада архимандрит манастира Светог Јована Богослова у Рјазану), а све то је допринело утврђивању духовног пута доктора словенских наука. Његов будући научни рад је потом посвећен знаменитом Светом Филарету, митрополиту московском.
На јесен 1973. године, будући архијереј је почео да студира богословље на Правослоавном богословском факултету у Београду, где је дипломирао и стекао диплому из богословља 1979. године. Његовопознанство са тада од власти прогоњеним архимандритом Јустином (Поповићем) из манастира Ћелије довело га је до унутрашњег круга ученика овог српског архимандрита који су тада били јеромонаси а данас архијереји Српске православне цркве, митрополитом Амфилохијом, епископом Атанасијем и епископом Иринејем. Рукоположен у чин ђакона 1975. године, будући владика Марко ускоро је прекинуо предавања црквенословенског и староруског језика и књижевности у Ерлангену и зауставио свој научни рад како би постао монах, што се десило 1975. у манастиру Лесни у Француској. Три дана касније, отац Марко је рукопроизведен у јеромонаха и постављен за заменика управитеља руске цркве у Визбадену. У лето 1976. годне, одлуком Архијерејског Синода постао је архимандрит. Архимандрит је служио у парохијама у Висбадену, Дармштату и Сарбрикену.

## Епископ Минхена
После смрти архиепископа аустралијског и новозеландског Теодосија, Архијерејски Синод је епископа Павла, викара Немачке епархије, поставио на његово место. Архимандрит Марко је онда изабран за епископа и хиротонисан за Епископа Минхена и Јужне Немачке. Хиротонија је обављена 30. новембра 1980. године у Саборној цркви Пресвете Богородице Знамења у Њујорку. На овом свечаном чину говорио је о својим духовним везама са великим српским подвижником и богословом Јустином Поповићем (умро 1979) и о својој блискости са Светом Гором.
После посвећења владика Марко се с малом групом монаха настанио у манастиру Светог Јова Почајевског у Минхену, где су отпочели радови на обнови. Почев од 1981. године овде се публикује Вестник Германској Епархии, установљена је издавачка кућа за објављивање дела на руском и немачком језику, као и фабрика тамјана и свећа. Манастир се држи светогорског типика.
У јесен 1982. године, епископ Марко је услед болести архиепископа Теофила (Нарко) постављен за епархијског Епископа берлинског и немачког, али је наставио да обитава у манастиру Светог Јова, одакле управља епархијом. Средином 80-тих година владика Марко је постављен за администратора Епархије великобританске као и за администратора парохије Светог Александра Невског у Копенхагену. Године 1991. Архијерејски Синод је уздигао владику Марка у чин Архиепископа. Године 1997. постављен је за надзорника Руске црквене мисије у Јерусалиму.

## Одликовања
- Орден пријатељства (29. октобар 2008. године, Русија), за велики допринос очувању, развоју и популаризацији руске културе у иностранству.[6][7]
- Почасни сертификат председника Руске Федерације (14. јун 2012. године), за велики допринос очувању и популаризацији културно-историјског наслеђа Русије, јачање пријатељства и сарадње међу народима[8]
- Орден Преподобног Сергија Радоњешког II степена (29. јануар 2011. године)[9]
- Синодални орден Курске-Коренске иконе Богородице I степена (10. децембар 2015 године[10])
- Орден Инокентија Московског[11]